# Jöns Hyllington
Jöns Andersson Hyllington, ofta kallad J.A. Hyllington, född Andersson 27 januari 1846 i Hyllie socken, Malmöhus län, död 6 april 1918 i Malmö Karoli församling, var en svensk ingenjör.
Efter att ha genomgått Tekniska elementarskolan i Malmö anställdes Hyllington vid Kockums Mekaniska Verkstads AB, där han blev verkmästare vid vagnsavdelningen 1873. Han avgick som chef för nämnda avdelning 1909 och efterträddes då av Nils Thorell. Hyllington konstruerade bland annat Sveriges första restaurangvagn, en boggivagn littera ABo3, med lanternin, vilken visades på Nordiska industri- och slöjdutställningen i Malmö 1896 och renderade såväl verkstaden som honom personligen hedersdiplom.
Hyllington var känd för sin fientlighet mot de socialistiska fackföreningarna, men var en varm anhängare av det så kallade gula Svenska arbetareförbundet, vilket låg i linje med högste chefen Hjalmar Wessbergs strävanden. År 1902 skrev signaturen Mefistofeles nidvisan Den store ingenjören om Hyllington (även efterträdaren Thorell omnämns i texten), vilken spelades in på skiva av Peps Persson (Pelleperssons kapell) på skivan Fyra tunnlann bedor om dan (1977). Hyllington gravsattes på S:t Pauli mellersta kyrkogård i Malmö.